# Ерролл Гарнер
Е́рролл Лу́їс Га́рнер (англ. Erroll Louis Garner; 15 червня 1921, Піттсбург, Пенсільванія — 2 січня 1977, Лос-Анджелес) — американський джазовий піаніст, керівник ансамблю і композитор.

## Біографія
Народився 15 червня 1921 року в Піттбурзі, Пенсільванія. Його батько грав на трубі, брат Лінтон і сестра Марта грали на фортепіано. Почав грати у віці 3 років, майже повністю був самоуком, ніколи не вчився нотній грамоті. Його однокласником був Додо Мармароза. У 7 років грав на місцевому радіо в програмі KDKA з гуртом під назвою Kan-D-Kids. Також виступав у клубах та прогулянкових пароплавах.
В 1937 році почав грати професійно з різними місцевими оркестрами, з оркестром Лероя Брауна (1938—41). Грав як соло-піаніст у місцевих барах, включаючи Mercurs, для німого кіно у місцевих кінотеатрах, у неділю грав у церквах на органі. 1944 року переїхав до Нью-Йорка, де виступав на 52-й вулиці в складі різних ансамблів з ангажементу в барах і клубах Tondelayo's та Three Deuces (пізніше переважно як соло-піаніст). У 1944—45 роках працював з тріо Слема Стюарта, після чого став виступати як соліст із власним тріо у складі з басистом і ударником.
В 1947 році очолював власне тріо з Редом Келлендером і Доком Вестом в Каліфорнії, записувався з Чарлі Паркером. У травні 1948 року виступав з тріо в Парижі в рамках тижня джазу в театрі «Маріні». 1950 року відбувся його дебютний сольний концерт в Мюзик-холі в Клівленді. 1952 року разом з Артом Тейтумом, Медом Лексом Льюїсом і Пітом Джонсоном був учасником «Параду фортепіано», з яким гастролював по США. У 1945—49 зробив багато записів на різних лейблах перед тим як підписав ексклюзивний контракт з Columbia Records. 1954 року перейшов на Mercury, однак знову повернувся до Columbia у 1956 році. Його відомий концертний альбом Concert by the Sea, записаний у Кармелі, Каліфорнія, вийшов 1956 року.
Залишив музику у 1975 році через хворобу. Його композиція «Misty» стала джазовим стандартом. Упродовж своєї кар'єри записувався на таких лейблах як Savoy, Mercury, RCA, Dial, Columbia, EmArcy, ABC-Paramount, MGM, Reprise, і власному лейблі Octave.
Помер 2 січня 1977 року в Лос-Анджелесі від несподіваного серцевого нападу (ускладнення від пневмонії).

## Дискографія
| - Erroll Garner (Columbia, 1951–53) - Mambo Moves Garner (Mercury, 1954) - Plays Misty (Mercury, 1954) - Gems (Columbia, 1954) - Music for Tired Lovers (Columbia, 1954) - Concert by the Sea (Columbia, 1955) - Contrasts (EmArcy, 1955) - Garnering (EmArcy, 1955) - Solitaire (1955) - Afternoon of an Elf (Mercury, 1955) - The One and Only Erroll Garner (1956) | - The Most Happy Piano (Columbia, 1956) - He's Here! He's Gone! He's Garner! (1956) - Gone Garner Gonest (1956) - The Greatest Garner (Atlantic, 1956) - Other Voices (Columbia, 1957) - Soliloquy (Columbia, 1957) - Erroll Garner - Encores in Hi Fi (Columbia, 1958) - Paris Impressions Vol.#1 (Columbia, 1958) - Paris Impressions (1958) - Erroll Garner Plays Gershwin and Kern (Mercury, 1964) |